# L'Aisne nouvelle
L'Aisne nouvelle est un quadrihebdomadaire du groupe Rossel, filiale du quotidien régional Le Courrier picard. Il paraît les lundis, mardis, jeudis et samedis, diffusé dans l'Aisne, plus précisément sur le Saint-Quentinois, le Pays chaunois, la Thiérache et une partie du Grand Laonnois. Il traite chaque semaine l'actualité locale, dans les villes mais aussi les plus petites communes du département. Ses bureaux sont installés à Saint-Quentin, Guise et Tergnier. Le directeur de la publication et président-directeur général est David Guévart,. Samir Heddar est le rédacteur en chef.

## Historique
L'Aisne nouvelle est né le 3 septembre 1944. Alors que la ville de Saint-Quentin est encore occupée, Pierre Choquart, professeur au lycée Henri-Martin et un des responsables de la Résistance sur le secteur, s'active dans l'ombre. Conscient qu'une page de l'histoire est sur le point de se tourner, il va charger un notaire de rédiger les statuts d'une société d'édition (qui verra officiellement le jour en avril 1945) susceptible de faire paraître un journal libre, dès le départ des troupes ennemies. Son objectif est de rassembler au plus vite au sein de ce nouvel organe de presse des groupes de la Résistance et des représentants de divers partis politiques. 
Le 2 septembre 1944, les forces alliées entrent dans la ville de Saint-Quentin. Dans les locaux de l'imprimerie de l'ancien Guetteur de l'Aisne, des ouvriers travaillent d'arrache-pied pour publier le tout premier numéro de L'Aisne nouvelle. Le lendemain, dimanche 3 septembre, le journal paraît, constitué d'une page unique et d'un seul titre : Saint-Quentin est libéré !. Le siège du journal est alors fixé au 33, rue Raspail, à Saint-Quentin.
En 1944, après une parution provisoire le mercredi et le samedi, L'Aisne nouvelle devient tri-hebdomadaire, sur la ville de Saint-Quentin. Une périodicité qui ne changera pas durant soixante-quatre ans : c'était donc le mardi, le jeudi et le samedi.  
De 1946 à 1956, le journal étoffe largement sa pagination et se développe dans le département.   
En 1957, le succès est largement au rendez-vous : le journal vient de racheter à France-Soir une rotative typo qui lui permet de tirer 16 pages en continu. Le 8 janvier de l'année suivante, son titre apparaît en couleur pour la première fois. Durant cette période, il se compose ainsi de trois éditions : Saint-Quentin, Thiérache et Chauny-Laon.   
En 1969 L'Aisne nouvelle inaugure sa nouvelle formule en quatre éditions : Saint-Quentin, Thiérache, Chauny-Tergnier-La Fère et Laon-Soissons. Deux ans plus tard, en 1971 le journal acquiert la première rotative offset 24 pages, et devient ainsi le premier journal du Nord de la France équipé d'un tel matériel d'impression.  
En 1976, une nouvelle société est créée avec Havas, afin de développer les actions commerciales. Un bulletin d'annonces gratuit voit le jour : Pic. Le journal entre aussi dans l'ère informatique. Il sera le premier journal de province équipé d'ordinateurs de photocomposition qui remplaceront les linotypes. Deux ans plus tard, le 1er septembre 1978, le journal déménage de son siège historique pour le 10 bd, Henri-Martin.  
En 1991, entrée de La Voix du Nord associée à Havas dans le capital de L'Aisne Nouvelle. La même année, un investissement est fait dans une nouvelle rotative, cette fois-ci de 40 pages. La Voix du Nord qui avait une édition axonaise de son journal, baptisée La Voix de l'Aisne publiée depuis 1986, décide de fermer son bureau saint-quentinois. Elle confie à N'Presse – agence de presse que vient de créer L'Aisne nouvelle – le soin de lui fournir les pages Aisne de cette édition. Les ventes ne décollant pas, le journal du Nord finira par se retirer  du département. 
En mai 2004, L'Aisne nouvelle, dont la situation financière se fragilise, est finalement racheté par le groupe France Antilles, devenu Hersant Media. Quelques mois plus tard, en décembre, le journal imprime pour la dernière fois sur ses propres rotatives. 
Entre janvier 2005 et juillet 2013, le journal sera imprimé sur les presses du pôle Champagne-Ardenne-Picardie du groupe Hersant Media, basées à Reims. Le nombre d'éditions va également diminuer de quatre à deux : Saint-Quentin-Thiérache et Chauny-Tergnier-Laon. Ses agences basées à Laon, Soissons et Chauny sont physiquement regroupées à Tergnier.
En juillet 2008, L'Aisne Nouvelle se développe sur le web. Un nouveau support qui ne cessera de se développer au fil des années, et lui permettra de toucher un tout nouveau public.
En septembre 2008, pour la première fois depuis sa création, L'Aisne nouvelle modifie son rythme de parution en lançant une édition supplémentaire le lundi. Le journal devient ainsi quadri-hebdomadaire, ce qui semble lui sourire. 
Le 8 janvier 2009, L'Aisne nouvelle fête la sortie de son 10 000e numéro. En février 2009, le journal adopte un tout nouveau format : le tabloïd. 
Le 22 mars 2012, L'Aisne nouvelle décroche l’Étoile d'or de l'OJD (dans la catégorie presse quotidienne départementale et régionale) récompensant les titres qui, en France, ont connu la plus forte progression de leurs ventes au cours des années 2010 - 2011. Un prix reçu également par les titres Libération (meilleur quotidien national), Ouest-France Dimanche (meilleur quotidien du 7e jour)
Le 15 janvier 2013, à la suite de la vente de certains titres du Groupe Hersant Média au Groupe Rossel, L'Aisne Nouvelle est devenu une filiale du Courrier picard. Ses éditions sont aujourd'hui mises sous presse dans l'imprimerie de la Voix du Nord, à Lille. À la suite du rachat, 13 journalistes ont quitté la rédaction[réf. nécessaire]. En novembre 2013,le journal déménage de son siège bd Henri-Martin, pour de nouveaux locaux rue Arnaud-Bisson.
Depuis le 30 janvier 2014, L'Aisne nouvelle est passé en quotidien numérique payant et a modernisé ses quatre parutions papier hebdomadaires. Grâce à son nouveau système éditorial bimédia et à son nouveau site Internet avec accès freemium, le leader de la presse dans l’Aisne accélère sa mutation. Côté papier, L’Aisne nouvelle a proposé à ses lecteurs une nouvelle maquette avec un nouveau déroulé.  
Le 1er juillet 2015, changement à la tête du Courrier picard et L'Aisne nouvelle, Jean-Dominique Lavazais succédera à Gabriel d'Harcourt au double poste de directeur général et Directeur de la publication pour les deux journaux.

## Diffusion
- L'Aisne nouvelle[9],[10]

| Titre  | 2007   | 2008   | 2009   | 2010   | 2011   | 2012   | 2013   | 2014   | 2015   | 2016   | 2017   | 2018   | 2019   | 2020   | 2021   |
| ------ | ------ | ------ | ------ | ------ | ------ | ------ | ------ | ------ | ------ | ------ | ------ | ------ | ------ | ------ | ------ |
| Totale | 23 961 | 21 915 | 19 004 | 19 365 | 19 604 | 19 475 | 18 674 | 17 374 | 16 542 | 15 798 | 15 487 | 14 889 | 14 414 | 14 392 | 14 033 |
| Payée  |        |        |        |        |        |        |        |        | 16 392 | 15 654 | 15 340 | 14 748 | 14 276 | 14 234 | 13 822 |

## Concurrence
Depuis l'implantation du Courrier picard à Saint-Quentin dans l'Aisne, les deux journaux se livrent une guerre concernant leurs relations avec Xavier Bertrand.
Seul quotidien régional de la Somme, et avec une diffusion moindre dans l'Oise, le Courrier picard s'installe en effet dans l'arrondissement de Saint-Quentin en 2005. En arrivant sur ce secteur, le quotidien régional mise sur un nouveau moyen d'augmenter ses ventes qui déclinent, mais aussi sur une nouvelle image de marque. 
Attaqué durant plusieurs années par le journal satirique Fakir pour ses liens de proximité avec les politiques locaux (Gilles de Robien, Maxime Gremetz, etc.) mais aussi quelques notables amiénois, le Courrier picard, taxé de « porte-parole des institutions » ou encore de « voix de sa banque », compte bien se refaire une jeunesse du côté de Saint-Quentin, où jusque-là, il n'était pas connu.
C'est donc en journal neuf, loin de la Somme et de ses conflits médiatiques, qu’il entre en concurrence avec L’Aisne nouvelle titre le plus vendu sur Saint-Quentin. Pour cela, le Courrier picard utilise les mêmes armes que le journal amiénois Fakir avait utilisées contre lui : en accusant L’Aisne nouvelle de soutenir ouvertement Xavier Bertrand, élu local de Saint-Quentin devenu secrétaire général de l'UMP, puis ministre.
Des attaques auxquelles L’Aisne nouvelle répliquera peu, si ce n’est par quelques billets (introuvables sur le net), rappelant au passage, qu'à quelques kilomètres de Saint-Quentin, dans le département voisin, Le Courrier picard était bien loin d'avoir une ligne indépendante et sans tache.
Les attaques se dissipent jusqu’à ce que Xavier Bertrand mène une offensive contre Nicolas Totet, chef d'agence du Courrier picard à Saint-Quentin, lors d’une émission de la chaîne Public Sénat. Durant cette interview laborieuse, Xavier Bertrand prend longuement à partie le journaliste l'accusant d'avoir posé des questions scandaleuses.
Des accusations que le Courrier picard s’empressera de diffuser à son compte, taxant au passage l’élu de vengeance, à la suite des attaques menées contre L’Aisne nouvelle.
En 2009, la nomination en tant que rédacteur en chef adjoint d'Erick Leskiw, « un proche de Xavier Bertrand, appartenant à la même loge maçonnique », suscite quelques commentaires dans les quotidiens nationaux. 
Les relations entre les deux titres se sont « calmées » et depuis 2013 L'Aisne nouvelle est une filiale du Courrier picard.